# Nobuhiro Maeda
Pour les articles homonymes, voir Maeda.
Nobuhiro Maeda (前田 信弘, Maeda Nobuhiro) est un footballeur japonais né le 3 juin 1973.